# 유인원 (당나라)
유인원(劉仁願)은 중국 당(唐)의 무인이다. 자(字)는 사원(士元)으로 조음군(雕陰郡) 대빈현(大斌縣)) 사람이며, 당이 신라와 함께 백제와 고구려를 무너뜨리던 전투에 모두 참전하였다.

## 가계
《원화성찬》(元和姓纂)에 따르면 유인원의 가문인 조음 유씨(雕陰 劉氏)는 서진(西晋)의 좌현왕(右賢王) 표(豹)의 후손으로 대대로 수주(绥州)의 호족이었다고 한다. 유인원의 고조부는 산기상시(散騎常侍), 영동장군(寧东將軍), 서주대중정(徐州大中正), 팽성목공(彭城穆公)이었다. 북위 효무제(孝武帝)가 서쪽으로 장안에 행차할 때 그를 따라 관내로 옮겨 와서 살았다. 증조할아버지 평(平)은 진북대장군(鎭北大將軍), 삭방군수(朔方郡守), 수주자사, 상개부의동삼사(上開府儀同三司), 팽성군개국공(彭城郡開國公)을 세습했다. 할아버지 의(懿)는 북주의 표기대장군(骠骑大將軍), 의동삼사(儀同三司), 수(随)의 사지절수주제군사(使持節绥州诸軍事), 수주총관(绥州摠管), 수주자사, 조음군개국공(雕阴郡開國公)이었다. 아버지 대구(大俱)는 당의 사지절동수이주총관(使持節同绥二州摠管) 이십사주제군사(廿四州诸軍事) 수주자사를 지내고 도독으로 옮겼으며 좌무위장군(左武衛將軍) 우효위대장군(右驍衛大將軍) 성하이주도행군총관(胜夏二州道行軍總管), 관군대장군(冠軍大將軍), 진군대장군(鎭軍大將軍), 상주국(上柱國)이 되었고 따로 팽성군개국공(彭城郡開國公)에 봉해졌다.

## 생애
유인원은 당 태종 정관(貞觀) 연간에 집안을 일으켜 홍문관학사(弘文館學士)가 되었다. 기록에 따르면 그는 성격이 담대했으며 당 태종의 사냥을 따라 나간 자리에서 맨손으로 맹수를 죽임으로써 태종에게 칭찬과 포상을 들었다고 하며, 아울러 조를 내려 그를 내공봉(内供奉)에 임명했다.
정관 19년(645년), 유인원은 당 태종의 고구려 공격에 참전했고 당군이 회군한 뒤에 전공으로 상주국이 되고 따로 여양현개국공(黎陽縣開國公)에 봉해졌으며, 좌무위봉명부좌과의도위(右武衛鳳鳴府左果毅都尉) 등의 직책에 발탁되었다.
정관 21년(647년), 유인원은 군자총관(軍子總管)으로 임명되어 영국공(英國公) 이적(李勣)을 따라 설연타(薛延陀) 공격에 종군, 구성철륵(九姓铁勒) 부락을 안무하였다. 회군한 뒤 다시 우위중랑장(右衛中郎將)이 되고 예전대로 내조공봉(内朝供奉)을 맡았다.
정관 22년(648년), 유인원은 다시 자총관에 임명되었고, 군을 거느리고 고구려 공격에 참전했으나, 어떤 이유로 면관되어 제명되었다. 다만 얼마 뒤에 다시 우무위신통부좌과의도위(右武衛神通府左果毅都尉)로 복직하였다. 영휘(永徽) 2년(651년), 당 고종이 즉위한 뒤 황명으로 철륵을 위무하였으며, 아울러 자주 고구려의 정세를 살피는 임무를 맡았다.
영휘 5년(654년), 유인원은 총산도행군자총관(葱山道行軍子總管)에 제수되고 노국공(盧國公) 정지절(程知節)을 따라 아사나하로(阿史那贺鲁)를 쳤으며, 회군한 뒤 당 고종을 따라 낙양에 순행하였다.
현경(顯慶) 원년(656년)에 좌효위낭장(左驍衛郎將)으로 옮겼으며, 이듬해 다시 철륵으로 가서 위무하는 임무를 맡는다. 현경 4년(659년)에는 토욕혼(吐谷浑) 및 토휴로군(吐茠劳軍)에 들어갔다.

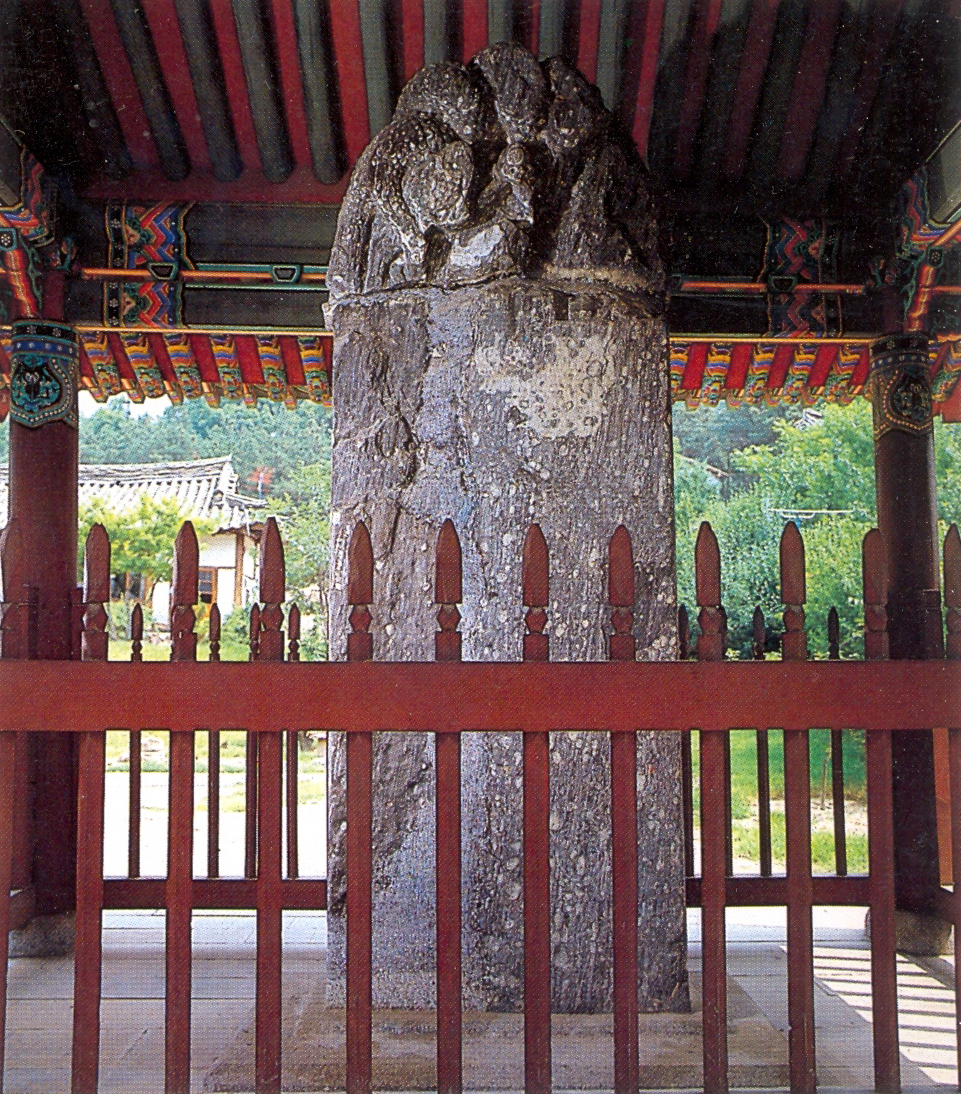
부여 지역에 세워진 유인원기공비. 백제 부흥 운동을 진압한 뒤 유인원의 공적을 기록해 새긴 것이다.

현경 5년(660년), 우이도행군자총관(嵎夷道行軍子總管)으로써 형국공(邢國公) 소정방(蘇定方)을 따라 백제를 공격해 백제의 의자왕과 태자 융(隆) 등 백제의 왕족과 대신 7백 명을 포로로 잡는다. 유인원은 도호(都護)로 임명되었고 사비성에 머무르며 신라의 왕자 김인태(金仁泰)와 함께 현지 진수(鎭守)를 맡았다.
당은 백제 땅에 웅진도독부(熊津都督府)를 세우고 좌위중랑장(左衛中郎將) 왕문도(王文度)를 웅진도독(熊津都督)으로 삼았으나 그는 바다를 건너 와서 곧 병으로 사망하였고, 이어 백제 유민인 승려 도침(道琛)과 무장 귀실복신(鬼室福信) 등이 부흥운동을 일으켜 옛 왕자 부여풍을 왕으로 추대하고 유인원의 당군이 주둔하던 사비성을 포위 공격하였다. 당 고종은 이에 유인궤(劉仁軌)를 검교대방주자사(檢校帶方州刺史)로 삼아 왕문도를 대신해 백제에 주둔하는 당군을 지휘하게 했고, 그는 신라군과 함께 유인원을 구하고 백제 부흥군의 포위를 뚫고 성 안에서 유인원과 합류한다.
백제군은 고구려와 왜에도 사신을 보내 구원을 요청하고 있었는데, 당 역시 우무위장군(右威衛將軍) 손인사(孫仁師)를 보내 수군을 거느리고 바다를 건너 구원을 명했다. 이에 손인사와 유인원, 그리고 신라의 문무왕이 수륙 양쪽으로 군사를 거느리고 백제 부흥군의 거점 주류성(周留城)을 공략했다. 유인궤는 두상(杜爽)과 옛 백제의 태자 부여융을 함께 데리고 왔으며, 웅진강(熊津江)에서 백강(白江)으로 오면서 백제 부흥군을 지원하던 왜의 수군을 네 차례에 걸쳐 격파하고 4백 척의 왜병 전선을 불살랐다(백강 전투). 백제부흥군이 왕으로 세웠던 부여풍은 고구려로 달아나고, 그의 보검은 당군이 획득하였다. 백제 부흥군에 가담했던 옛 백제 왕자 부여충승(扶余忠勝)과 부여충지(扶余忠志) 등은 왜의 잔병들이나 탐라국(耽羅國)의 사신과 함께 당군에 투항했다.
이후 유인원은 손인사와 함께 군사를 거느리고 돌아갔으며, 유인궤가 병사를 나누어 사비성에 주둔하였다. 얼마 뒤 유인원은 다시 군사를 거느리고 바다를 건너와서 유인궤나 기존의 병사들과 교대하였다. 유인원이 백제에 온 뒤 검교웅진도독 유인궤는 유인원을 힘으로 으르면서 자신이 계속해 백제 땅에 머물러 진수할 것을 요구했고, 유인원은 천자의 명을 거스를 수 없다며 교체를 적극 요구하였으나, 유인궤는 고종에게 글을 올려 윤허를 얻어냈다고 한다.

## 가계
- 증조부 : 유평(劉平)
- 증조모 : 미상
- 조부 : 유의(劉懿)
- 조모 : 미상
- 아버지 : 유대구(劉大俱)
- 어머니 : 미상

## 유인원이 등장하는 작품
- 《삼국기》, KBS, 1992년~1993년, 배우: 여운국
- 《대왕의 꿈》, KBS, 2012년~2013년, 배우: 선동혁

## 같이 보기
- 부여 당 유인원 기공비